# 河南府城隍庙
河南府城隍庙位于中国河南省洛阳市老城区西大街西段北侧，始建年代不详，按庙内所留明正德五年（1510）《河南府重修城隍庙碑》当不晚于明代。原中轴线上依次为辕门三间、山门三间、南戏楼三间、六角石亭、北戏楼三间（已拆除）、拜殿三间（已拆除）、正殿五间和后殿五间，正殿名威灵殿，前有东西配殿各五间（已拆除）。1959年因修建中州路被一分为二，正殿和寝殿位于北院内（今中州东路336号），其余建筑位于南院内，现状正在修缮中，尚未对外开放。